# Снежные Котлы
Сне́жные Котлы́ (пол. Śnieżne Kotły, чеш. Sněžné jámy, нем. Schneegruben) — два ледниковых цирка в Судетских горах, расположенные на территории Карконошского национального парка в Польше.

## Описание
Снежные Котлы представляют собой две котловины ледникового происхождения. Склоны состоят преимущественно из гранита. Однако в двух местах обнаружены базальтовые обнажения, нетипичные для данной части Центральной Европы. Высота склонов обеих котловин достигает 100 м. На склонах располагаются мелкие каровые озёра.
На тенистых участках с постоянной низкой температурой произрастают редкие арктические и альпийские растения: прострел альпийский, горечавка ваточник, борец клобучковый. Снежные Котлы — единственное место в Центральной Европе, где произрастает камнеломка снежная.

## Охрана природы и рекреационное использование
В 1933 году с целью охраны уникального для Судет альпийского ландшафта был создан заповедник, также получивший название Снежные Котлы. В настоящее время ледниковые цирки входят в состав Карконошского национального парка.
В январе и феврале склоны Снежных Котлов доступны для альпинистов. Однако восхождение считается опасным: начиная с конца Второй мировой войны, насчитывается десять несчастных случаев со смертельным исходом.